# Инвазивна терапија хроничног бола малигне етиологије
Инвазивна терапија хроничног бола малигне етиологије  има специфичну улогу у оквиру целокупног третмана онколошког болесника. Донедавно је она коришћена као последње терапијско средство у терапији малигног бола, углавном због потенцијалних компликација, специјалне опреме и потребе за болничким лечењем, али тренутно
преовладава мишљење међу онколозима и другим специјалистима који се баве лечењем бола, да се она може користити и у ранијим фазама терапије, нпр. када се први
пут почне са терапијом опиоидима.

## Општа разматрања
Према Светској здравственој организацији (СЗО), 15 милиона људи болује од малигних болести, а 2/3 пацијената имају бол током болести, или  око 10 милиона људи у свету у овом тренутку пате од хроничног бола изазваног раком бол.
Преглед научних радова о распрострањености болова од карцинома (објављен од 1966 до 2005) за различите врсте малигнитета, закључено је да је подједнако, бол присутна код пацијената који се лече активно као и код оних који се налазе у терминалној фази болести. Испоставило се да је бол присута код 64%  пацијената са узнапредовалим метастатским или терминалним обољењем, 59% код пацијената који су подвргнути активном лечењу и код 33% пацијената након спроведног лечење.
Резултати великог европског истраживања о преваленцији и лечењу болова повезани са раком показали су да је бол присутан у свим стадијумима рака (рано
и метастатски), али исто тако подаци говоре да код значајног броја пацијената (56% до 82,3%) бол није адекватно третиран.
Имајући напред наведено терапија малигног бола је деликатан процес на који могу да утичу многи фактори попут:
- опште стање болесника,
- фармаколошка терапија
- природа бола који је обично мешавина ноцицептивног и неуропатског бола.

### Категорије болесника за инвазивну терапију бола
Већина болесника код којих је индикована интервентна терапија малигног бола спада у следеће три опште категорије:
Прва група —  је највећа, и ту спадају они који нису постигли адекватну контролу бола са оралном или парентералном терапијом или су је постигли потпуно или делимично са неприхватљивим споредним ефектима.
Друга група — њу чине болесници са инцидентним болом, на пример они са коштаном метастазом који су комфорни при мировању, али не могу да се мобилишу јер то провоцира бол.
Трећа група — су болесници са неуропатским болом. Овај бол често слабо реагује на опиоиде, чак и у великој дози.

## Интервентне технике
Интервентне технике малигног бола могу се разврстати у две главне категорије: 

### Епидурална и интратекална примена лека
Интратекална или епидурална примена лека се користи код бола који не реагује на оралну, парентералну и трансдермалну фармаколошку терапију. Епидурална и интратекална примена лека директно делује на рецепторе (μ- рецепторе у substantia gelatinosa) или на путеве за трансмисију бола у кичменој мождини.
Подаци из литературе показују да морфин, као један од ћешћих лекова који се користи за лечење малигног бола, убризган епидурално или путем субкутане инфузије има бољи аналгетски ефекат са мање споредних ефеката у поређењу са оралном применом.
Додатак локалног анестетика, α-2 адренергичког агониста (клонидин) или НМДА анатагониста (кетамин) у епидуралној инфузији значајно побољшава аналгетски ефекат епидуралног пута у односу на субкутани.
Такође спинална апликација опиоида резултује у смањеној укупној дози која је потребна за ефекат.
Код епидуралног пута потребно је 20–40% системске дозе да би се постигао исти аналгетски ефекат, а код интратекалног само 10% системске дозе.
Интратекални пут има предности над епидуралним због мање проблема са катетером, мањих доза опиоида, мање споредних ефеката, боље аналгезије и смањеног ризика од инфекције.
Ако се очекује преживљавање пацијента дуже од 6 месеци, може се имплантирати интратекална пумпа али само после пробног привременог епидуралног или интратекалног катетера.

### Неуролитички блокови
Специфични нервни блокови (привремени са локалним анестетиком или неуролитички) који су најефикаснији када је јасно дефинисана анатомска локација бола.
Већина неуролитичних блокова циља симпатетички систем који има важну улогу у патогенези висцералног малигног бола. Зависно од анатомске структуре захваћене малигним процесом и дерматомске дистрибуције бола врши се блок одређеног сегмента симпатетичког нервног система.
Дијагностички блок са локалним анестетиком претходи свим неуролотичким блоковима сем спиналног блока алкохолом за који не постоји добра дијагностичка процедура.
При томе треба нагласити да успешан дијагностички (прогностички) блок не гарантује успешан неуролитички блок.